# Санитетски воз
Санитетски воз, воз болница, (енгл. Hospital train), је композиција повезаних (специјално адаптираних и санитетским средствима опремљених) шинских вагона које вуче или гура једна или више локомотива, намењен за превоз (медицинску евакуацију) рањеника и болесника у ратним сукобима, великим катастрофама и епидемијама заразних болести, на безбедну локацију или до места њиховог коначног медицинског збрињавања. (др М. Димић)

## Појам и карактеристике

#### Појам и значај медицинске евакуације
Под медицинском евакуацијом се подразумева пребацивање болесника и рањеника са једног места на друго из безбедносних или медицинских разлога, где ће им се сачувати живот и бити указана одговарајућа медицинска помоћ, или ослобађање смештајних капацитета медицинске установа вишка болесника.
Медицинска-санитетска евакуација рањеника и болесника, није само озбиљан војно-здравствени проблем, већ и велики државни и друштвени проблем за сваку земљу рату или након масовних катастрофа. Зато Медицинска-санитетска евакуација треба да буде добро организована у миру као један кохерентан систем који може одговорити свим условима под којима се води рат или збрињава велика катастрофа. У рату и другим масовним катастрофама руковођење евакуациом рањеника и болесника мора бити концентрисано у рукама једног централног тела. Колико је то од значаја код примене средстава масовног транспорта (као што су то санитетски возови) најбоље су показала негативна искуства српске војске с краја 19. века и почетком 20. века, кад је руковођење употребом санитетских возова препуштано разним институцијам па и железници што је имало за последицу читав низ пропуста у њиховој употреби;
...„Све чешће се догађало, да никакве наредбе ни заповести командирима возова нису саопштаване; само је уз воз прикачена локомотива и воз кренут; па су примљени рањеници и болесници остајали без хране за време транспорта. Беше неспоразума и с предајом рањеника и болесника позадинским болницама. С правом или не, ове грешке приписиване су железници, која је санитетске возове сматрала деловима сопственог „организма“; те чим би се на некој станици сакупило подоста рањеника и болесника, хитно је тражено од шефа железничког Саобраћајног одсека Врховне команде да се упути санитетски воз. Шеф наређује и – забуна је готова“...
О значају санитетских возова најбоље говоре запажања војводе Радомира Путника, који је улогу санитетских возова у Првом светском рату окарактерисао овим речима:
... „Србија је у то време имала три армије, а ја сам имао прилику и част да командујем и четвртом, а то је била наша железница...“

#### Карактеристике
Није сваки воз који превози рањенике санитетски воз.

Санитетски воз, је медицинским средствима и санитетским материјалом опремљена, медицинским кадром обезбеђена, видним ознакама црвеног крста означена, посебно технички уређена композиција различитог броја железничкаих вагона, нека врста покретне болнице на точковима.

## Историјат
Санитетски воз за медицинску евакуацију рањеника и болесника први су применили Британци 1856. за време Кримског рата. У многим земљама света, током друге половине 19. века, са све већим развојем железничког транспорта у свету, све више се примењују санитетски возови за превоз рањеника и болесника у многим ратним сукобима вођеним у то доба. Током Америчког грађанског рата (1861—1865), Француско-пруског рата (1870—1871), Руско-турског рата 1877—1878. итд, масовно су коришћени санитетски возови.
Наредбом руског цара од 4. децембара 1876  у Русији је формирано 14 санитетских возова, за случај евентуалног рата. Ови возови су у свом саставу су имали: 17 вагона (12 за повређене и оболеле, 2 за медицинско и остало особље и 3 опште намене за, кухињу, оставу прљаву одећу и преминуле на путу).
У Руско-турском рату (1870—1871) болесни и рањени, на носилима или запрежним колима, транспортовани су прашњавим путевима у Бугарској до евакуационог пункта Фетешти (Румунија), одакле су, након смештаја у железничке вагоне, евакуисани пругама уског колосека Румуније, у здравствене установе у позадини војске, или у руске болнице. Између Фетештија и Јашија у Румунији  повређени и оболели војници превожени су пругама, на којима је у оптицају било укупно 9 возова (са 30 вагона, од којих је 12 било намењено за смештај 300 рањеницика и болесниика).
Велики број санитетских возова формирано је у Русији и током Руско јапанског рата 
Улога и значај примене санитетских возова у 19. веку најбоље се може сагледати из ових података: у Француско-пруском рату (1870—1871), само је немачка војска са 36 санитетских возова превезла више од 40 хиљада рањеника и болесника, док је Русија у Руско-турском рату 1877—1878. са фронта, преко Румуније и Русије, са 9 санитеских возова евакуисала 116.296 рањеника и болесника. Током рата са Јапаном, Руси су санитетским возовима евакуисали 87.000 рањеника и болесника.
За време ратова у првој половини 20. века, заједно са болничким возовима Црвеног крста са обе стране фронта у Европи, крстарили су бројни санитетски возови разних армија.
Током грађанског рата у Русији само на страни Црвене армије рањенике и болеснике превозило је 242 санитетских возова. .
Највећи број болесних и рањених био је евакуисан санитетским возовима током Другог светског рата. Животи милиона војника и цивила свих зараћених страна спашени су захваљујући санитетским возовима који нису служили само за евакуацију већ се у њима указивала и прве помоћ, јер су многи служили и као мобилне хируршке болнице.
Нажалост у Другом светском рату је било и злоупотреба санитетских возова. Тако су Немци возове са ознаком Црвеног крста користили за превоз трупа или под овом ознаком сакривали своје оклопне возове. Такође немачки пилоти су често на санаитетске возове „непријатеља“ бацали бомбе.

## Санитетски воз у српској војсци
Српска државна железница дала је непроцењив допринос у свим ратним операцијама Српске војске од 1884. до 1918. у превожењу војника и војне опреме на бојишта, као и у евакуацији рањеника и болесника санитетским возовима у болнице у позадини.
Санитетски возови за евакуацију рањеника и болесника настали су у Србији крајем 19. века, заслугом пуковника др Михајила-Мике Марковића, у то време начелника Санитета Министарства војске Србије. Српса војска је примену санитетских возова почела са неопремљеним теретним вагонима и фургонима да би захваљујући споразуму између Санитетске службе војске и железнице Србије, вагони треће класе са ходницима били технички „подешени“, да се у року од шест часова могу претворити у болничке вагоне, додавањем по осам Деспре-Амелинових направа (фр. Brechot Desprez Ameline), за смештај рањеника и болесника у вагонима.
Први српски санитетски воз је имао „маневре“ (војну вежбу) и проверу функционалности, 12 и 13. јула 1898. а био је састављен од локомотиве са тендером и фургоном, седам вагона за рањенике (пет са 72 лежаја за тешке и два за лекаше), мешовитог вагон за лекарско особље, једнан вагона треће класе за болничаре и на крају фургона кола за магацин, оставу за ствари рањеника, сопствену кухињу, апотеку (са комплетом санитетске опреме) и посебан вагон са опрационим столом за лакше интервенције. На свим вагонима налазила су се једнокрилна врата на зачељу која су се унутра отварала, те је на тај начин био омогућен потпун пролаз кроз цео воз, из једног вагона у други, што је омогућавало медицинском особљу надгледање рањеника и болесника за време превожња.
Ево како је санитетски воз српске војске описао новинар, дописник париског „Журнала“ Анри Барби ;

...„Ови импровизовани возови су праве покретне болнице, са салама за превијање и операције, кујном и апотеком. Овакав распоред омогућава надзор и изношење болесника на успутним станицама. Жао ми је, што морам рећи, да смо ми, Французи, у овом погледу заостали иза Срба, јер су наши рањеници још приморани да се возе у фургонима за пртљаг“...
У Балканским ратовима захваљујући;...„адекватној и брзој организацији железнице за евакуацију рањеника, српски санитетски возови били су најбоље уређени у то доба. Део заслуга припада др Милану Петровићу, као и осталом санитетском особљу, које је предано обављало своје дужности, а делом инжењерима и радницима Нишке железничке радионице, која је извршила поправку и адаптирала возове за потребе санитета. Бољем функционисању возова допринеле су чланице „Кола српских сестара“, које су на железничким станицама дочекивале транспорте рањеника, организовале исхрану и освежења...“
 Три, санитетска српска воза, формирана 1912. превезла су, са свих српских и савезничких бојишта у Балканским ратовима око 110.000 српских, савезничких и непријатељских рањенике и болеснике, при чему је сваки воз превалио по 30 до 40.000 километара.

Санитетски возови број 1 и 3, превозили су бугарске рањенике, савезнике у Првом балканском рату а непријатеље у Другом балканском рату.
Санитетски воз бр. 3 је службено стављен на располагање грчком војном санитету у јулу 1913. (када су Бугари пресекли везу између Солуна и Скопља) и превозио је грчке рањенике и болеснике.
У моменту објављивања рата од стране Аустроугарске Србија је већ располагала са два санитетска воза на главној железничкој станици Београд – Ристовац и са једним санитетским возом на прузи узаног колосека Сталаћ – Ужице. Ови возови били су добро опремљени и снабдевени санитетским материјалом, попут пољских болница. Када у саставу композиције није била укључена кухиња (што се у каснијем току ратовања показало као лоше решење), онда су, приликом транспортовања, исхрану организовали добровољци и хуманитарне организације на успутним железничким станицама.
После велике аустроугарске офанзиве августа и новембра 1914. санитетски воз, који је саобраћао између Младеновца и Ваљева, у јеку борбе на Церу и Мачковом камену превезао је од две до три хиљаде рањеника. Велики број рањеника, десетине хиљада заробљеника и стотине хиљада становника западних округа Србије, који су недељама били у покрету отежали су и онако лоше стање народног здравље. Зато су два санитетска воза на пругама нормалног и један на прузи узаног колосека, у том периоду, коришћена за транспорт оболелих од пегавца, и друге санитетске намене, а не само превожења рањеника и болесника.
Победа српске војске донела је затишје на фронту и десетомесечни предах Србији у Првом светском рату (1914. и 1915. Како су у тим годинама Србијом владале епидемије заразних болести два санитетска воза су преименована у возове за дезинфекцију и депедикулацију (уништавање вашију). Један је саобраћао јужно од Сталаћа, други северно, а трећи, на прузи узаног колосека Сталаћ-Ужице. Задатак ових санитетских возова је био:

...„дезинфиковати све железничке станице, све путничке возове, радионице и локале у којима борави или спава железничко особље, трећепозивци и заробљеници који су употребљавани за рад. Вршене су и антитифозне вакцинације свег железничког особља, њихових породица, трећепозиваца, свих оних који су на ма који начин били упослени на железницама“...
Захваљујући санитетским возовима, који су се кретали пругама Србије у току 1914. и 1915, све до окупације Србије октобра 1915, и повлачења српске војске кроз Албанију, када је санитетским возом, на његовој последњој дестинацији до Лесковца командовао лично др Милан Петровић, превезен је велики број рањеника и болесника у многе болнице у унутрашњости Србије. У тешким данима одступања, 1915. санитетским возовима евакуисан је и велики број рањеника и болесника из Србије у Грчку.

## Санитетски воз уНОРЈ
Возови и шумске железнице коришћени су у свим фазама развоја НОВЈ, кад год је на некој слободној територији то било могуће.
Први воз за потребе НОВ и ПОЈ израђен је у септембру 1941. у ослобођеном Ужицу, а коришћен је за евакуацију рањеника из партизанских одреда који су нападали Вишеград. Воз се састојао од локомотиве и неколико преправљених вагона у које су монтирани кревети и друга пратећа опрема за транспорт рањеника. У новембру 1941. већи број рањеника из партизанских болница у Горњем Милановцу и Чачку, као и из имрповизоване партизанске болнице у Севојну евакуисано је возом у Ужице, а 29. новембра 1941. евакуиосано је возом последњих 27 рањеника из Ужица у Кремну.
Смрзнути "Игманци" превежени су од 4 до 5. фебруара 1942 из Милијевине до Брода на Дрини на отвореним вагонима-платформама шумске железнице без локомотиве. У 4. офанзиви, део рањеника и болесника из болница Оташевац, Слатина и Шоботовац евакуисан је крајем јануара 1943. железницом преко Дрвара и Оштреља до Млиништа, а 9. фебруара и 10. фебруара 1943. до Млиништа су евакуисани железницом и око 700 заразних болесника из болнице у Јасиковцу.
На основу одлуке Санитетског одељења Врховног штаба од 30. октобра 1944, започиње израда првих санитетских возова у тек ослобођеним деловима Југославије. Новембра исте године, група стручњака саставила је први санитетски воз који је довршен у ужелезничкој радионици у Смедеревској Паланци. Први транспорт рањеника воз је обавио 15. децембра 1944. од Београда до Смедерева. У Зрењанину 21. децембра 1944. оспособљен је „Санитетски воз бр.1“ Војне области Војводине, са 3 вагона и специјалним носилима у њима, на која је могло да се смести 42 лежећа (тешка) рањеника и 4 путничка вагона за око 200 седећих (лакших) рањеника. Крајем 1944. у ослобођеним деловима Србије саобраћала су два санитетска воза јужно од Саве и Дунава и два у Војводини.
За само 10 дана (крајем јануара и почетком фебруара 1945) санитетским возом само преко железничке станице Сремска Митровица евакуисано је у позадину 8.246 тешких и средње тешких рањеника. Од јануара до априла 1945. јединице 39. дивизије НОВЈ користиле су воз за превоз рањеника на делу пруге између Бање Луке и Босанског Новог. У композицији воза, од једног „Г“ вагона, начињена је операциона сала.
У завршним операцијама за ослобођење Југославије у Другом светском рату функционисало је 10 санитетских возова. Сваки од њих је могао одједном да превезе по 100-250 седећих и 100-126 лежећих рањеника или болесника, а сваки воз је опслуживало око 30-35 припадника санитетске службе.

## Санитетски возови данас
Развој путних, водених и ваздушних комуникација и све савременијих средстава за медицинску евакуацију рањеника и болесника, битно је утицало да санитетски возови данас изгубе на значају у односу на онај који су имали у светским ратовима. Здравствене и санитетске службе многих држава и армија света данас се све више опремају савременијим, бржим и мобилнијим транспортним средствима за евакуацију рањеника и болесника као што су; авиони, хеликоптери, аутобуси, аутомобили, амфибије, која постају све бројнија крајем 20. века и почетком 21. века.
Зато данас у целом свету санитетски возови добијају другу, најчешће куративну и превентивномедицинску намену у лечењу и заштити здравља људи у угроженим или недовољно развијеним подручјима, са ниском здравственомк културом и без организованих здравствених установа, као што је то случај од 2005. у Русији где постоје пет савремених мобилних консултативно-дијагностичких центара уграђених у вагоне санитетских возова (тзв. „клинике на точковима“).
Пет дијагностиких возова у Русији носе имена; „Здравље“ („Здоровье“), „Терапеут Матвеј Мудров“ („Терапевт Матвей Мудрови“), „Академик Фјодор Углов“ („Академик Фёдор Углов“), „Доктор Војно-Јасењецки-Свети Лука“ („Доктор Войно-Ясенецкий — Святитель Лука“), „Хирург Николај Пирогов“ („Хирург Николай Пирогов“) , се састоје од осам обновљених путничких вагона, у којима су смештени кабинети; за очне болести, ендоскопију, хирургију, гастроентерологију, гинекологију, неурологију и друге специјалистичке гране медицине, ултразвучна и рендген дијагностика, савремена биохемијска лабораторија, флуорскоп и простор за одмор и смештај особља. Воз је опремљен сателитским комуникационим системом за телемедицину, видео конференције и консултације особља воза са стручњацима из водећих болница у Русији и другим земљама света. Јадан од вагона је апотека а један (на крају воза) генераторска станица са дизел-генератором који обезбеђује возу, потпуну аутономију напајања топлотном и електричном енергијом.